# Siettitia
Siettitia är ett släkte av skalbaggar. Siettitia ingår i familjen dykare.
Kladogram enligt Catalogue of Life:
| Siettitia | \| \| Siettitia avenionensis \| \| \| \| \| \| Siettitia balsetensis \| \| \| \| |
|           | \| \| Siettitia avenionensis \| \| \| \| \| \| Siettitia balsetensis \| \| \| \| |
|           | Siettitia avenionensis                                                           |
|           |                                                                                  |
|           | Siettitia balsetensis                                                            |
|           |                                                                                  |